# Lagoa Grande (Pernambouc)
Pour les articles homonymes, voir Lagoa Grande.
Lagoa Grande est une municipalité brésilienne située dans l'État du Pernambouc.